# Вилавалелонга
Вилавалело̀нга (на италиански: Villavallelonga) е село и община в Южна Италия, провинция Акуила, регион Абруцо. Разположено е на 1005 m надморска височина. Населението на общината е 931 души (към 2010 г.).